# Max Loalngar
Max Loalngar est un avocat et défenseur des droits de l'homme tchadien. Il est le coordinateur du mouvement citoyen Wakit Tama, qui lutte pour les droits civils et politiques, ainsi que les violations des droits de l'homme au Tchad,.

## Biographie

### Jeunesse et éducation
Max Loalngar est un avocat au barreau du Tchad depuis 2013 et un militant des droits de l'homme. Il est diplômé d'un DESS (diplôme d'études supérieures spécialisées) en droit des affaires obtenu à l'Université Gaston-Berger de Saint-Louis, au Sénégal, ainsi que d'une maîtrise en droit privé à l'Université Cheikh-Anta-Diop de Dakar,.

### Engagement et militantisme
Son engagement et son militantisme est lié par plusieurs facteurs, dont une  « forte éducation chrétienne, d’abord d’une éducation familiale protestante, ensuite d’une éducation catholique résultant d’un séjour prolongé dans la famille d’un cousin catholique et aussi de ma formation au Collège Saint Charles Lwanga (CCL)» comme il le souligne.
Il s'est engagé d'abord comme bénévole au sein de la Ligue tchadienne des droits de l’homme (LTDH), puis a gravi les échelons et devenu Secrétaire Exécutif en 2003.
En 2020, à l'issue du 9e congrès ordinaire, il est élu président de la Ligue tchadienne des droits de l’homme (LTDH). Une année plus tard en 2021, un groupe des conseillers de la ligue le suspend de son poste de président.
Au cours de ses années de lutte pour le droit de l'homme au Tchad, il a fait plusieurs fois l'objet des arrestations.
En mars 2021, pour barrer la route à un sixième mandat du Président Idriss Déby Itno, il  créé le mouvement citoyen « Wakit Tama » avec une trentaine de partis d'opposition, d'organisations de la société civile et de jeunes. Parmi ces organisations, on y trouve notamment les Transformateurs de Succès Masra, l'Union nationale pour le développement et le renouveau (UNDR) de Saleh Kebzabo, le Parti pour les libertés et le développement (PLD) de Mahamat Ahmat Alhabo, la Ligue tchadienne des droits de l'homme (LTDH) et l'Union des syndicats du Tchad (UST).